# Нецеч (Мазовецьке воєводство)
Нецеч (пол. Nieciecz) — село в Польщі, у гміні Вільґа Ґарволінського повіту Мазовецького воєводства.
Населення — 155 осіб (2011).
У 1975-1998 роках село належало до Седлецького воєводства.

## Демографія
Демографічна структура станом на 31 березня 2011 року:
|          | Загалом | Допрацездатний вік | Працездатний вік | Постпрацездатний вік |
| -------- | ------- | ------------------ | ---------------- | -------------------- |
| Чоловіки | 78      | 19                 | 49               | 10                   |
| Жінки    | 77      | 14                 | 42               | 21                   |
| Разом    | 155     | 33                 | 91               | 31                   |